# Metavermilia ogasawaraensis
Metavermilia ogasawaraensis är en ringmaskart som beskrevs av Nishi, Kupriyanova och Tachikawa 2007. Metavermilia ogasawaraensis ingår i släktet Metavermilia och familjen Serpulidae. Inga underarter finns listade i Catalogue of Life.